# Theater Aachen

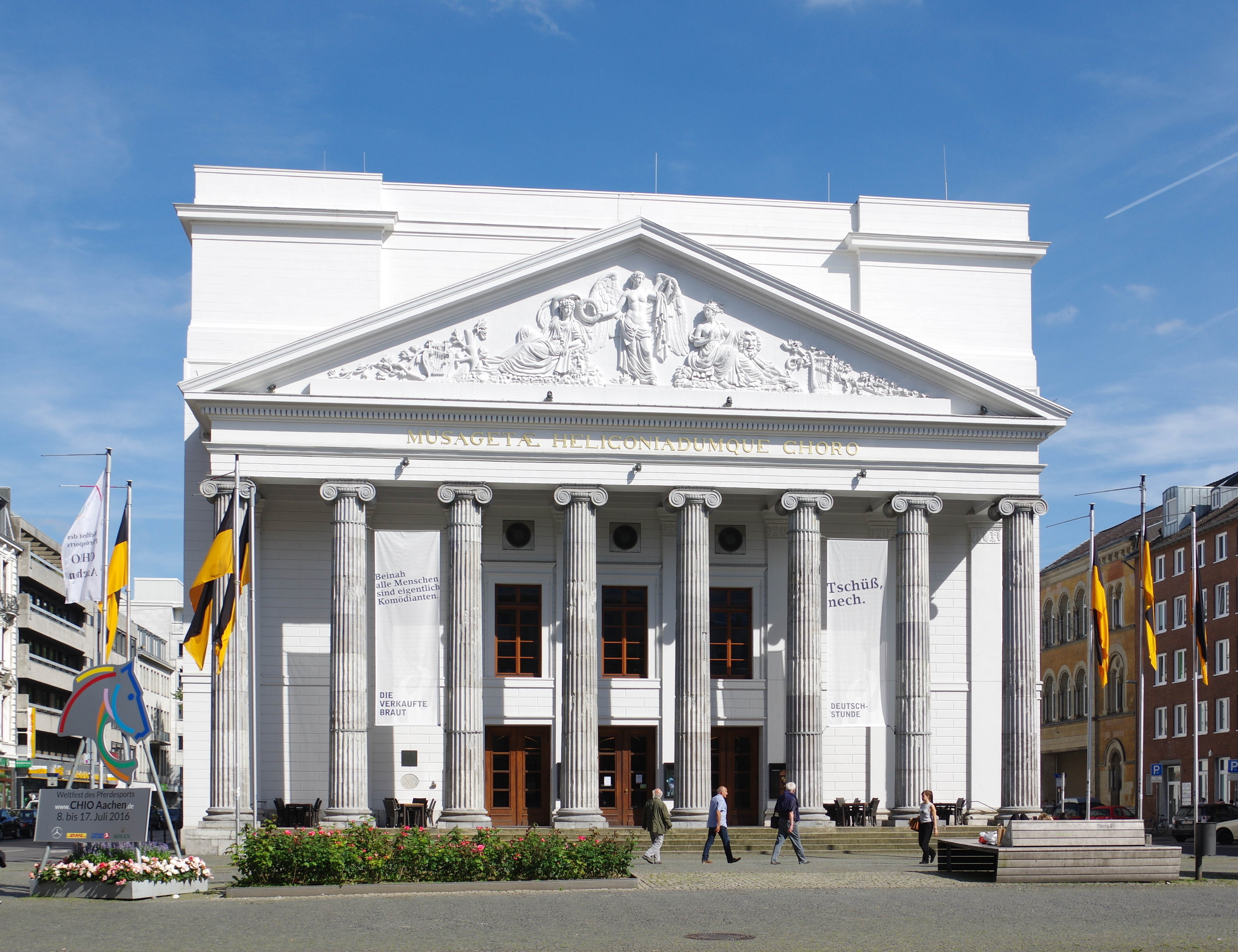
Theater Aachen bei Tag
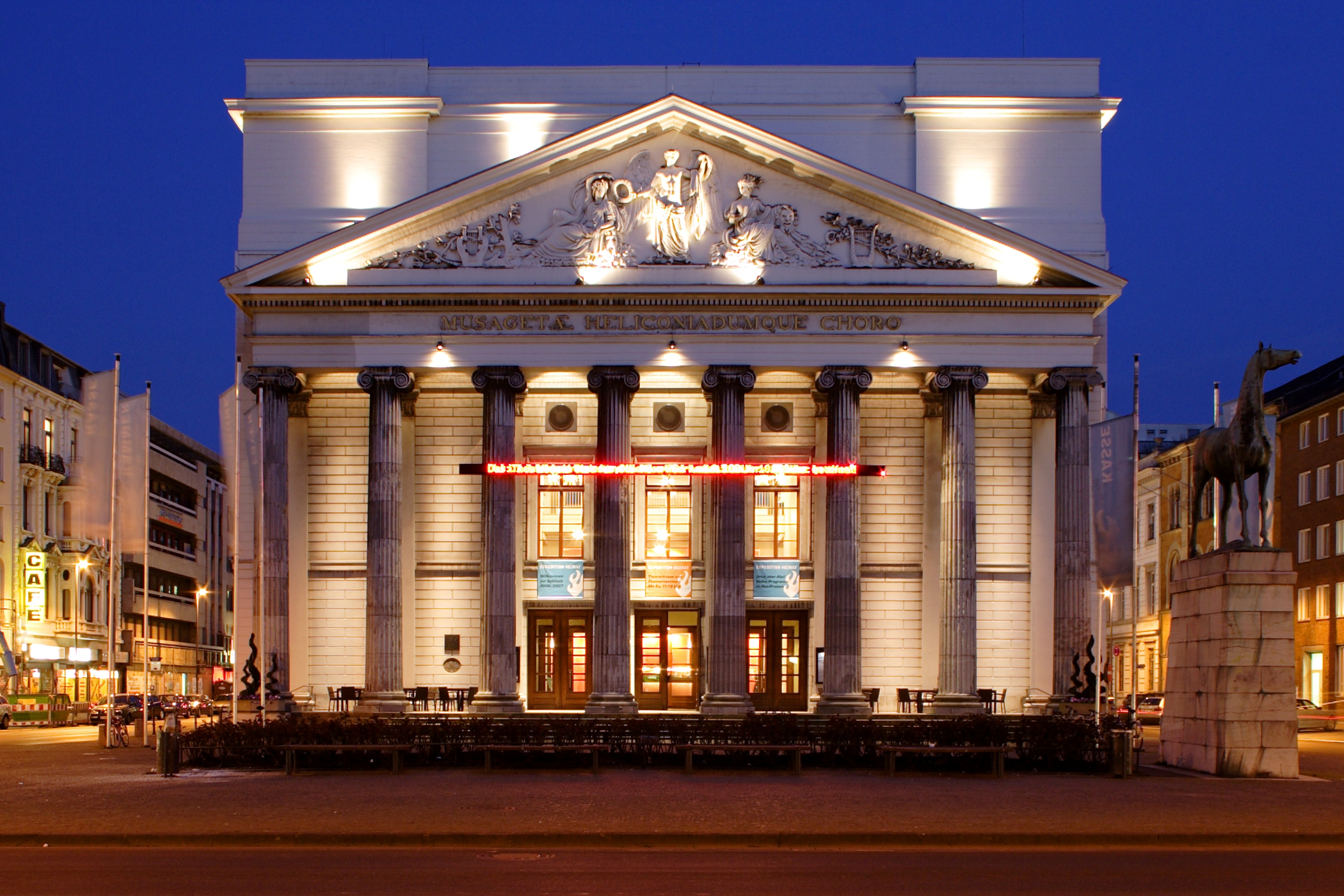
Theater Aachen bei Nacht

Das Theater Aachen ist eine im Jahr 1825 eröffnete Kultureinrichtung für Schauspiel und Musiktheater der Stadt Aachen. Es steht in der Nachfolge des nicht mehr repräsentativen ehemaligen Alten Komödienhauses am Katschhof, des 1751 von Johann Joseph Couven errichteten ersten öffentlichen Theaters Aachens. 1920 wurde dem Theater das zuvor eigenständige Sinfonieorchester Aachen angegliedert.
Das derzeitige Zweispartenhaus hat seinen Sitz in einem von Karl Friedrich Schinkel und Johann Peter Cremer entworfenen klassizistischen Gebäudekomplex am Aachener Kapuzinergraben. Die einzelnen Aufführungen finden entweder auf der mit 730 Sitzplätzen ausgestatteten „Großen Bühne“ oder in der „kleinen Kammer“ mit 168 Sitzen statt. Für kammermusikalische Aufführungen steht das Spiegelfoyer zur Verfügung, wohingegen die großen Sinfoniekonzerte meist im Eurogress Aachen aufgeführt werden. Zum Theater Aachen gehört als externe Spielstätte noch das so genannte Mörgens mit seinen 99 Plätzen.

## Geschichte
Im Jahre 1802 beschloss die im besetzten Aachen amtierende französische Regierung, dass das bisherige Komödienhaus am Katschhof, welches den gestiegenen baulichen und repräsentativen Anforderungen nicht mehr entsprach, umfangreich umgebaut und modernisiert werden solle oder als Alternative ein Neubau zu entwerfen sei. Den Entwurf für den Um- und Ausbau übernahm der Architekt Jaques Cellerier (1742–1814), dessen Ausführung aber aufgrund massiven Geldmangels ebenso wie ein ggf. möglicher Neubau vorerst nicht realisiert werden konnte.

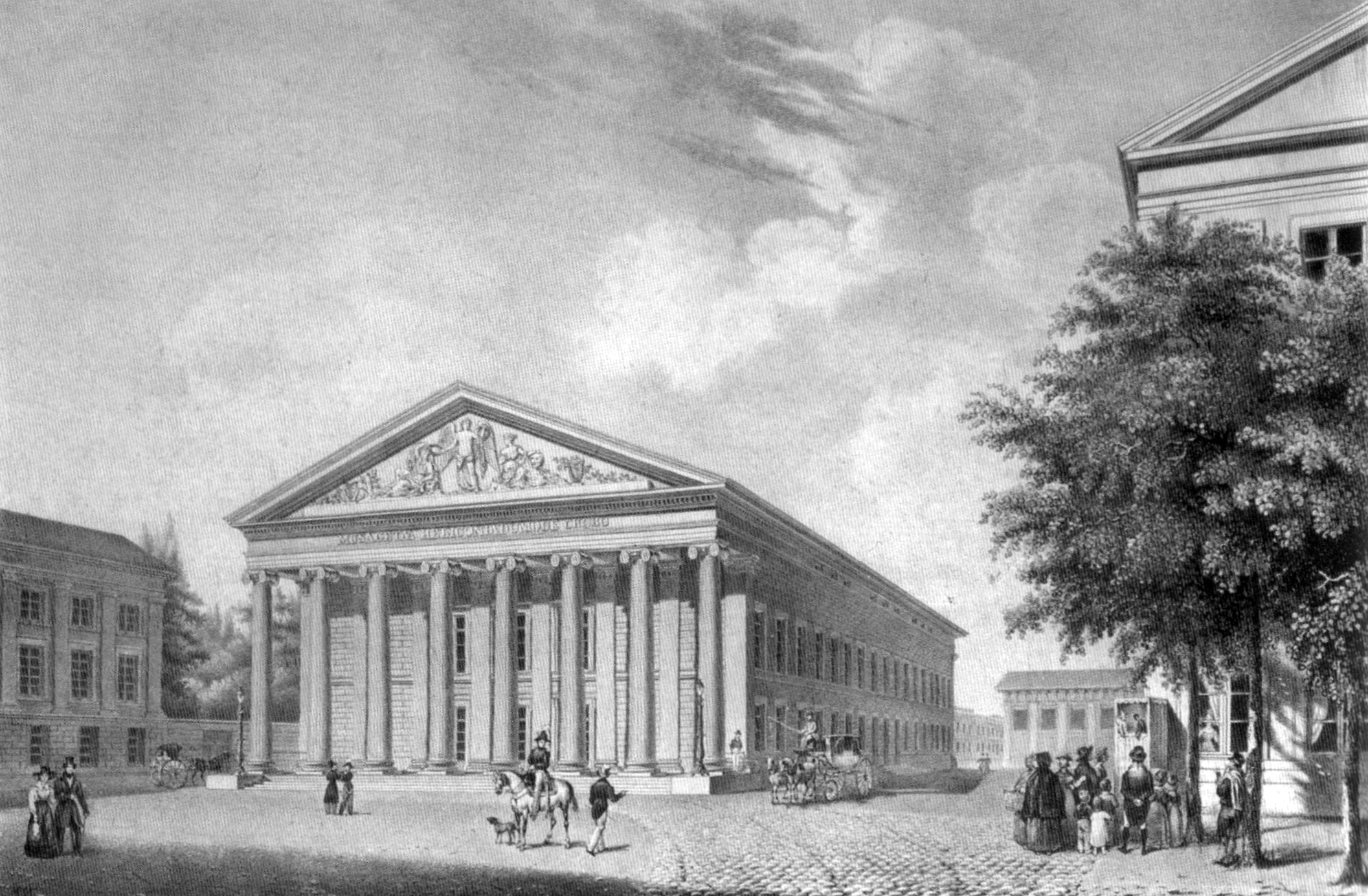
Theater im Jahr 1826, Lithografie von Jean Nicolas Ponsart

Nach Abzug der Franzosen und der Übernahme Aachens durch Preußen stand im Jahr 1815 die Theaterfrage erneut zur Debatte. Im Rahmen eines Besuches von Karl Friedrich Schinkel am 12. September 1816 in Aachen wurden ihm die Neubaupläne und die Entwürfe Celleriers zum Umbau des alten Schauspielhauses vorgelegt. In seinem Gutachten empfahl Schinkel zunächst den Umbau, aber nachdem im Juli 1816 König Friedrich Wilhelm III. das Grundstück des ehemaligen Kapuzinerklosters Aachen am Kapuzinergraben der Stadt Aachen übergeben hatte, entschied sich der Stadtrat für den Neubau eines Theaters. Im Zuge der umfangreichen städtebaulichen Veränderungen der Aachener Innenstadt nach Plänen von Adam Franz Friedrich Leydel in den 1820er Jahren wurde der Bauplatz für das Theater im ehemaligen Garten des Kapuzinerklosters ausgewählt. Das neue Theater sollte den Tourismus fördern und nach den Plänen Leydels gleichzeitig den zentralen Ausgangspunkt für eine prachtvolle Verbindungsstraße zwischen dem Aachener und Burtscheider Kurbezirk bilden. Da allerdings Celleriers Plan zu kostspielig war, wurde am 13. Juli 1817 Johann Peter Cremer mit der Anfertigung eines neuen Entwurfes beauftragt. Ergänzt durch Karl Friedrich Schinkel konnte Cremers Entwurf schließlich verwirklicht und das neue Theater Aachen am 15. Mai 1825 mit der Oper Jessonda von Louis Spohr eröffnet werden. In der darauffolgenden Woche wurde hier im Rahmen des Niederrheinischen Musikfestes, welches extra für diese Eröffnungsfeierlichkeiten nach Aachen vergeben wurde, die Neunte Sinfonie von Beethoven zum ersten Mal nach der Uraufführung in Wien aufgeführt. Die Aufführung wurde von 422 Sängern und Musikern bestritten, wobei schwierige Passagen indes ausgelassen wurden. 1829/30 übernahm Karl Fischer die Leitung des Hauses.
Für die musikalischen Darbietungen am Theater Aachen war ein im Jahr 1804 reorganisiertes Harmoniekorps zuständig, welches unter der Leitung eines Musikdirektors stand und aus dem sich 1852 unter Karl von Turanyi das städtische Orchester begründete. Es unterstand zunächst nicht der Theaterleitung, sondern ihm oblagen im Auftrag der Stadt die Gestaltung der gesamten öffentlichen Musikangebote in Aachen wie beispielsweise die Kurkonzerte in der Neuen Redoute oder im Elisengarten. Erst 1920 wurde das Orchester dem Theater Aachen offiziell angegliedert und die Leitung dem Generalmusikdirektor Peter Raabe übertragen, der nun zugleich auch künstlerischer Leiter des Sparte Musiktheater wurde. Der deutsch-national gesinnte Raabe betrachtete das Aachener Musikleben als exemplarisch und es gelang ihm in seiner Eigenschaft als Präsident der Reichsmusikkammer, dass seine in Aachen entwickelten Vorstellungen einer tariflich abgesicherten sinfonischen Monokultur deutschlandweit als sogenanntes Kulturorchestersystem für alle größeren Kommunen von 1938 bis heute Realität blieben.
Die Schauspielsparte des Theaters unterstand von Beginn an den jeweiligen Schauspieldirektoren, welche im Rahmen der organisatorischen Umstellung 1920 zum Intendanten ernannt wurden und ab 1950 als Generalintendanten die Gesamtleitung des Theaters innehatten.
Im Verlauf des Zweiten Weltkrieges wurde das Theatergebäude am 14. Juli 1943 weitestgehend zerstört. Die Aufführungen fanden daraufhin vorübergehend in der Aula der TH Aachen statt, bis auch diese 1944 zerstört wurde. Wenige Monate nach Kriegsende konnte die Theaterleitung wieder mit ersten Aufführungen an provisorischen Spielstätten beginnen, so unter anderem in der Stadtbibliothek Aachen. Der jetzt in Angriff genommene Wiederaufbau im alten Stil am bisherigen Platz unter Leitung von Baudirektor Philipp Kerz wurde unter anderem mit den Einnahmen eines Benefizkonzertes der Wiener Symphoniker unter Herbert von Karajan im Aachener Eden-Palast finanziell unterstützt. Schließlich konnte am 23. Dezember 1951 mit der Meistersinger-Aufführung unter der musikalischen Leitung des langjährigen Bayreuth-Dirigenten Karl Elmendorff die Neu- bzw. Wiedereröffnung gefeiert werden. Die folgenden Aufführungen der Meistersinger fanden danach unter der Leitung des 1933 wegen seiner jüdischen Herkunft emigrierten ehemaligen musikalischen Oberleiters Aachens, Paul Pella, statt.
In den nächsten Jahrzehnten wurde das Theater sowohl technisch als auch künstlerisch stetig ergänzt und modernisiert. Unter Generalintendant Paul Mundorf wurde die kleine „Kammer“ im Jahr 1953 zur Experimentierbühne umfunktioniert und unter Generalintendant Elmar Ottenthal in den 80er Jahren sowohl aufgrund des zunehmenden überregionalen Einzugs- als auch Einsatzgebietes das „Stadttheater Aachen“ in „Theater Aachen“ umgetauft.
Bereits seit den 1990er Jahren wurde das Theater auf Grund knapper öffentlicher Kassen fast im Jahresrhythmus von Teilauflösungen und/oder Zusammenlegungen bedroht. So wurde es beispielsweise 1992 mit einer Sperre des laufenden Theateretats belegt, was zur Folge hatte, dass Orchesterstellen nicht besetzt werden konnten, was sich wiederum auf die Werkauswahl und die Qualität auswirkte. In diesem eskalierenden Streit, zu dem sich auch der Deutsche Bühnenverein mit einer Pressemitteilung äußerte, setzte sich die amtierende Aachener Bürgermeisterin Meike Thüllen (FDP) zusammen mit dem Oberbürgermeister Jürgen Linden (SPD) für den Erhalt des Theaters ein, trat dann jedoch wenig später aus Protest gegen die massiven Kürzungspläne ihres Koalitionspartners, der CDU, von ihrem Amt zurück. Nach wie vor werden immer wieder Pläne seitens der Stadtverwaltung verlautbart, wonach das städtische Theater oder einzelne Sparten desselben mit anderen Einrichtungen, vorzugsweise dem Grenzlandtheater Aachen, zusammengelegt oder gar geschlossen werden sollten. Dass dies bisher noch nicht geschehen ist, ist in den letzten Jahren maßgeblich dem Generalintendanten Michael Schmitz-Aufterbeck und dem bis Sommer 2012 amtierenden Generalmusikdirektor Marcus R. Bosch zu verdanken, die sowohl auf Grund ihrer künstlerischen Planungen als auch des auf hohem Niveau agierenden Ensembles für steigende und zuletzt konstante Zuschauerzahlen sorgten. Dadurch konnte der Stadtrat überzeugt werden, bis auf Weiteres die notwendigen Subventionen zu genehmigen.

## Architektur des Theatergebäudes

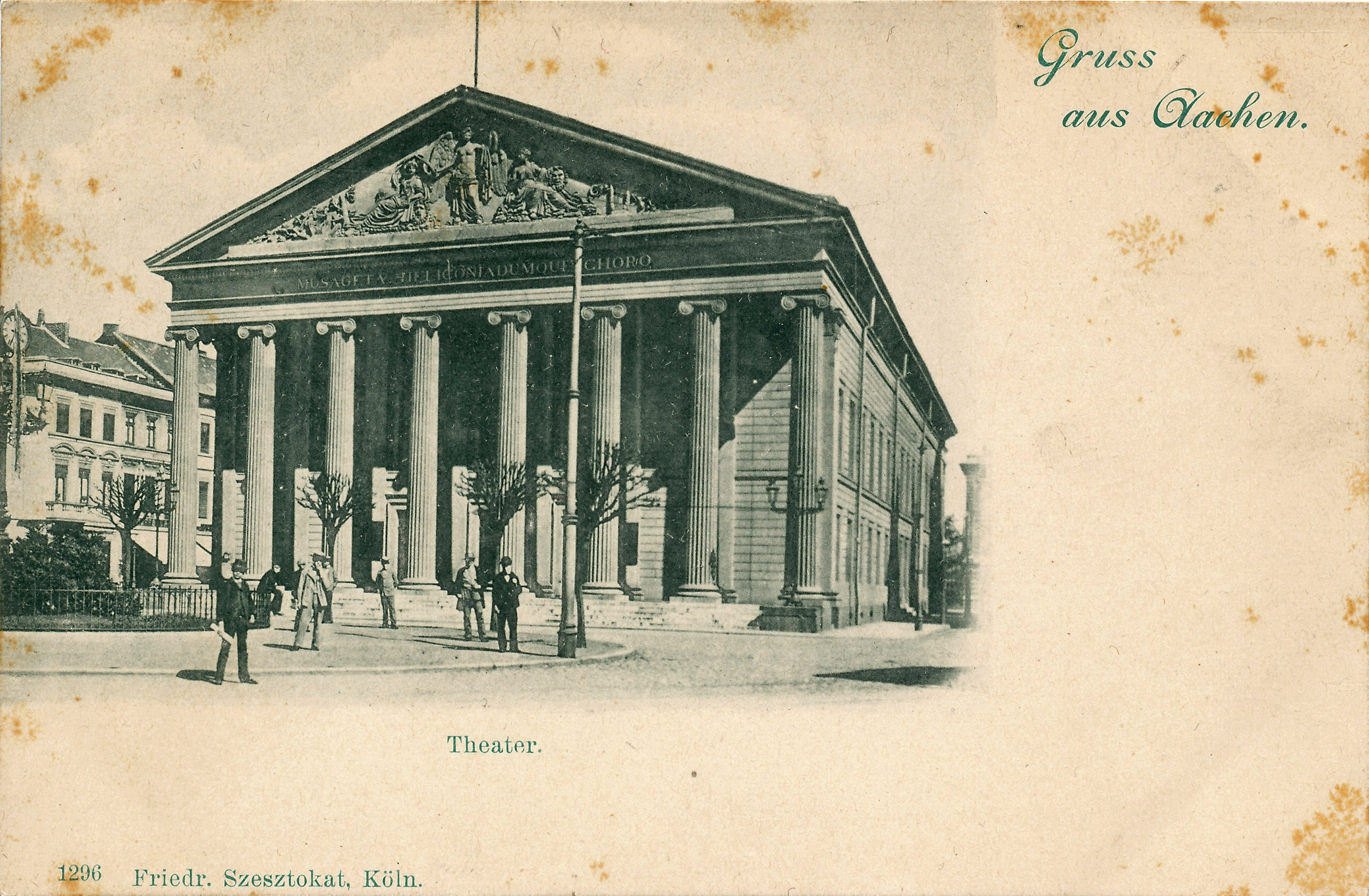
Das Theater vor dem Umbau (1899)

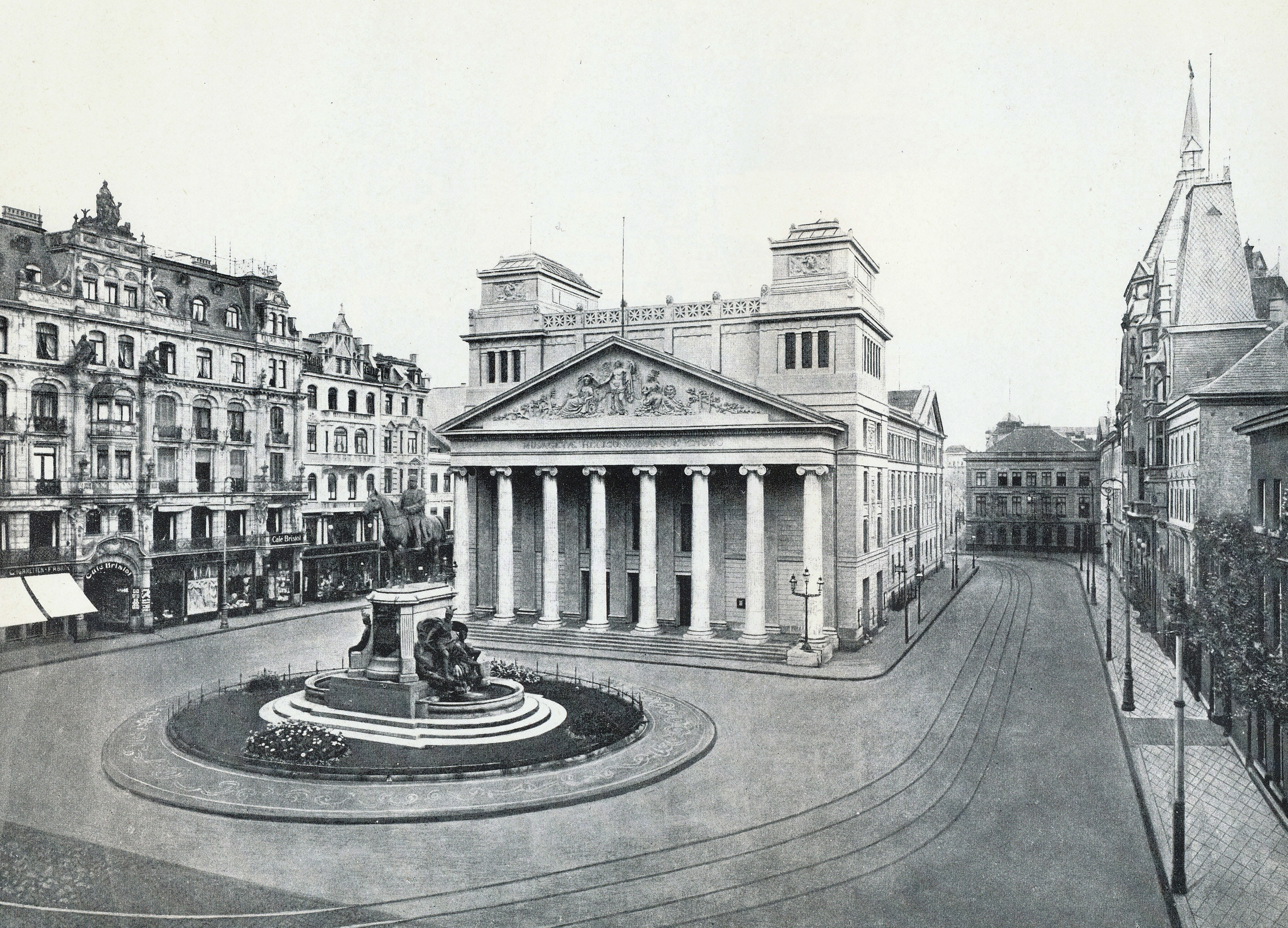
Das Theater im Zustand nach Heinrich Seelings Umbau

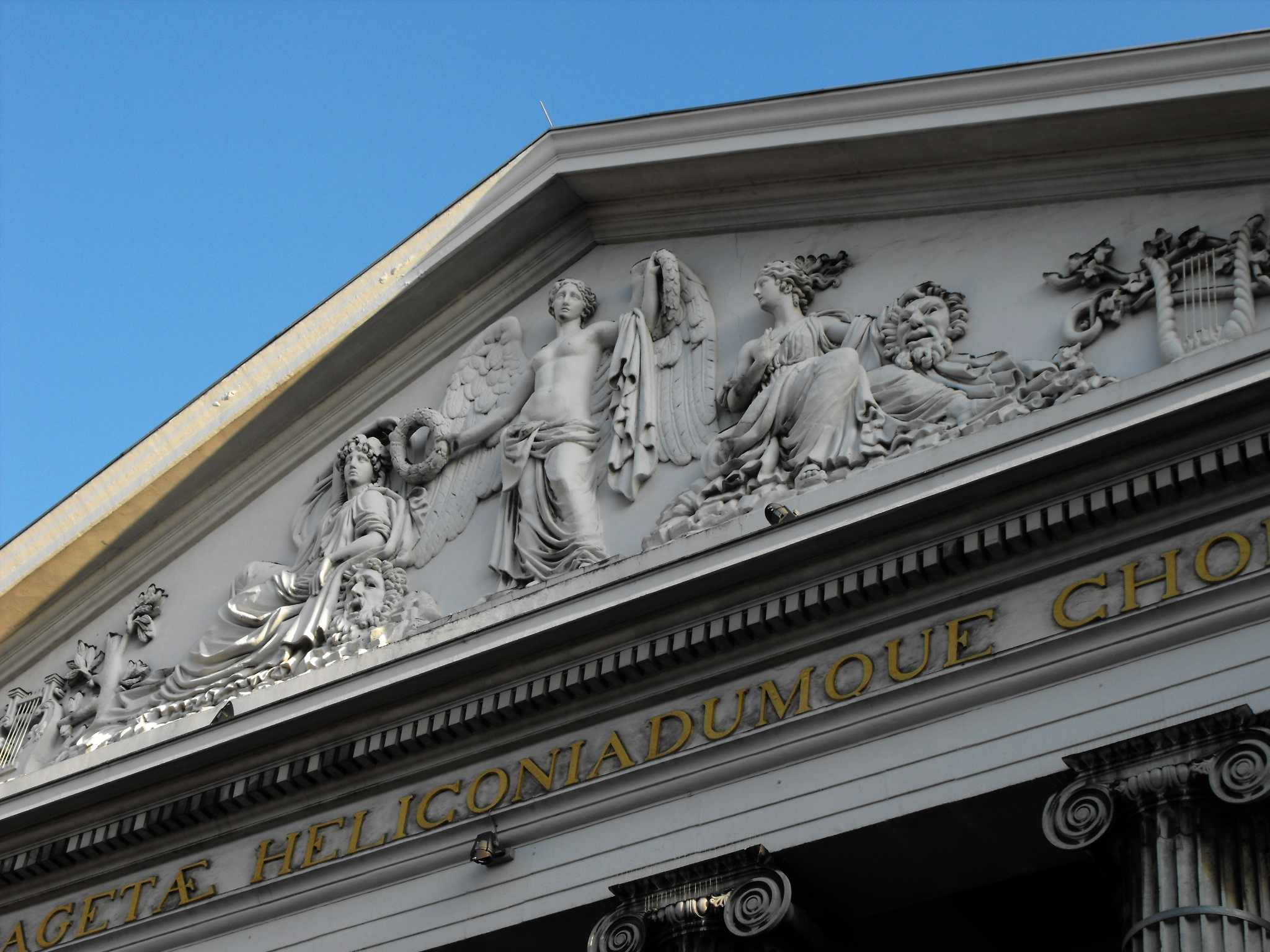
Das Tympanon des Theatergebäudes

Die Grundsteinlegung des Gebäudes fand anlässlich des 25. Thronjubiläums des preußischen Königs Friedrich Wilhelm III. statt und erfolgte am 16. November 1822. Der ursprüngliche Entwurf von Johann Peter Cremer aus dem Jahr 1821 wurde von Karl Friedrich Schinkel, zu dieser Zeit in der Oberbaudeputation in Berlin tätig, insofern bearbeitet, als dass er den von Cremer mit sechs Säulen etwas schmaler geplanten Portikus auf acht Säulen und somit die gesamte Gebäudebreite vergrößerte. Die acht kannelierten ionischen Säulen bestehen aus devonischem Aachener Blaustein. Fünf Stufen führen auf das Prostylos des freistehenden Musentempels mit abgeflachter Apsis an der Rückfront. In diesem Trakt befinden sich unter anderem die organisatorischen, künstlerischen und technischen Bereiche wie die Verwaltung, die Künstlerräume, die Kostümbildner und das Anlieferungsdepot der Dekorationen für das Bühnenbild.
Die Ausgestaltung des Giebelfeldes mit allegorischen Figuren, geht auf eine Idee von Schinkel zurück, die Johann Baptist Joseph Bastiné zeichnerisch umsetzte. Ein 245 cm breites und 102 cm hohes Modell des Giebelfeldes wurde im Sommer 1824 von dem Bildhauer Wilhelm Joseph Imhoff aus Köln angefertigt. Das Giebelrelief am Theater arbeitete er nach diesem Modell innerhalb von vier Monaten aus weichem Mergelstein aus. Im Tympanon sind in der Mitte ein stehender weiblicher Genius mit Flügeln dargestellt, flankiert links von der Muse Melpomene als Symbol der Tragödie und rechts von der Muse Thalia als Symbol für die Komödie. Beide Musen erhalten vom Genius einen Blätterkranz überreicht.
Die Bauausführung lag in den Händen des Aachener Baumeisters Andreas Hansen. Beim Bau der Fundamente nutzte man das Steinmaterial abgebrochener Stadtbefestigungstürme. Der Düsseldorfer Künstler Ludwig Pose war für die malerische Ausschmückung verantwortlich. Dessen Arbeit setzte Jean Nicolas Ponsart, der 1825 ein Engagement als Dekorations- und Bühnenmaler erhalten hatte, fort.
Im Jahre 1893 wurde der Eiserne Vorhang eingebaut und eine elektrische Beleuchtung installiert. In den Jahren von 1900 bis 1901 erfolgten durch den wegen seiner Theaterbauten renommierten Architekten Heinrich Seeling tiefgreifende bauliche Veränderungen. Neben einer Vergrößerung des Bühnenraumes, dem Umbau der Garderoben und der Ausgestaltung des Zuschauerraumes wurde die Schauseite durch Umgestaltung der Aufbauten hinter dem Dreiecksgiebel, insbesondere durch zwei niedrige Ecktürme, erheblich verändert.
Am 4. Juli 1943 wurde das Theatergebäude bei einem Bombenangriff komplett zerstört, nur das vordere Tympanonfeld und der Prostylos blieben erhalten. Nach Kriegsende wurde das Gebäude durch den Baudirektor Philipp Kerz nach alten Plänen von Cremer und Seeling ohne Schinkels Modifizierung wieder aufgebaut. Das ursprünglich dreirangige Haus wurde nun zweirangig. Den Eingang der Mittelloge des ersten Ranges flankieren seit 1951 zwei Steingussreliefs von Helmuth Schepp. Zur Kunst am Bau gehören ferner je zwei Bronzebüsten – Wolfgang Amadeus Mozart, Ludwig van Beethoven, Johann Wolfgang von Goethe und Friedrich Schiller – im Foyer und auf dem ersten Rang sowie zwei Nixen im rückwärtigen Tympanonfeld.
Die Büste Wolfgang Amadeus Mozarts wich in den 80er-Jahren der Büste von Herbert von Karajan. Die bis ins Jahr 2023 verschollene Büste Mozarts wurde im November 2023 wieder an ihrem Originalplatz aufgestellt. Die Büste Herbert von Karajans wurde an das Centre Charlemagne – Neues Stadtmuseum Aachen für die 2025 stattfindende Ausstellung anlässlich des 200. Jubiläums des Theater Aachen übergeben, um die Position Herbert von Karajans als Generalmusikdirektor von 1935 bis 1942 in Aachen und seine Beziehung zum Nationalsozialismus zu beleuchten.

### Inschriften
Nach der über dem Hauptportal angebrachten lateinisch-griechischen Inschrift Musagetae Heliconiadumque Choro („Dem Dirigenten und dem Chor der Helikoniaden“) ist es dem Apoll (Musenführer) und dem Chor der Musen des Helikon geweiht.
Die römischen Zahlen auf der Rückfront MDCCCCL (1950) verweisen auf den Abschluss der Wiederherstellung nach dem Zweiten Weltkrieg.

## Künstlerische Gestaltung
In den mehr als 190 Jahren war das Theater Aachen Station für viele bedeutende Künstler und für einige von ihnen der Anfangspunkt ihrer weiteren Karriere. Darunter zählen unter anderem die Dirigenten Leo Blech (1893–1899), Fritz Busch (1912–1918), Herbert von Karajan (1935–1942), Albert Lortzing (1818–1826), Wilhelm Pitz (1918–1951), Paul van Kempen (1942–1946), Wolfgang Sawallisch (1946–1953), Wilhelm Schüchter (1941–1943) und Wolfgang Trommer (1961–1974), die Sänger Elisabeth Grümmer, Tiana Lemnitz (Gerstung-Lemnitz – 1922–1929), Ludwig Suthaus (1928–1932), Irmgard Seefried (1939–1943), Margarete Teschemacher (1925/26) und die Schauspieler Willy Birgel (1919–1924), Hansjörg Felmy (1953), Jürgen Prochnow (1968–1970), Tom Witkowski (1979–1985), Heinrich Schafmeister, Sophie von Kessel (1992), sowie die Regisseure Max Ophüls (1921–1923) und Hans Schalla.
Geprägt von der künstlerischen Vorliebe der jeweiligen Generalintendanten und Generalmusikdirektoren finden sich im Spielplan des Theaters Aachen die großen Werke klassischer Schauspiel- und Musiktheaterliteratur. Maßgeblich eingeschränkt wurde dieser Spielplan zwischen 1931 und 1945 durch die nationalsozialistischen Machthaber, die es für angebracht hielten, mehrheitlich Musikwerke deutschstämmiger Komponisten aufführen zu lassen und zugleich Werke jüdischer Komponisten wie beispielsweise von Paul Hindemith und Felix Mendelssohn Bartholdy verboten. Besonders der zum Staatskapellmeister ernannte und der NSDAP beigetretene Herbert von Karajan sorgte während seiner Zeit am Theater Aachen für ein entsprechendes opportunes Programm.
Nach dem Zweiten Weltkrieg konnte wieder ein normaler Spielplan ohne Einschränkungen aufgestellt werden. Unter dem Generalintendanten Paul Mundorf und dem Generalmusikdirektor Wolfgang Sawallisch kam es darüber hinaus im Jahr 1956 mit den Aufführungen von Wagners Oper Der fliegende Holländer am Königlichen Theater in Lüttich und ein Jahr später Mozarts Die Entführung aus dem Serail in Antwerpen in Anwesenheit von König Baudouin I. auch wieder zu ersten erfolgreichen Auftritten des Theater Aachens im Ausland. Wurden bis zur Berufung von Klaus Schultz zum Generalintendanten überwiegend die bekannten klassischen Standardwerke dargeboten, legte dieser nun seine Schwerpunkte auf die Aufführungen zeitgenössischer Theater- und Musikproduktionen aus dem 20. Jahrhundert. Unter seinem Nachfolger Elmar Ottendahl traten dann dem Zeitgeschmack entsprechend die Musicals in den Vordergrund. Große Beachtung erhielt hierbei unter anderem die Uraufführung des Musicals Gaudí von Eric Woolfson am 9. Oktober 1993, das Ottenthal mit seinem Ensemble für längere Zeit auch in dem eigens dafür erstellten Musical Dome in Köln darbot. Ein Höhepunkt der Uraufführungspraxis fand anschließend unter Paul Esterházy statt, der in seinen fünf Dienstjahren acht zeitgenössische Musiktheaterwerke vorstellte, darunter alleine vier Werke von Klaus Lang.
Besonders seit der Ära Schmitz-Aufterbeck und Marcus Bosch begann das Theater Aachen sich verstärkt zu öffnen und auf die Bürger zuzugehen. Mit ausgewählten Aufführungen in restaurierten und entsprechend kulturell hergerichteten Industrieanlagen, großen Unternehmenssitzen, aber auch in Schulen und in so genannten Problemvierteln konnten neue Besucherkreise gewonnen werden. Um dabei das Theater auch in den Schulen besser bekannt zu machen und die Kinder und Jugendlichen für altersgerechte Stücke, speziell für die Aufführungen im Rahmen des Jungen Theaters im Mörgens, zu gewinnen, wurde eigens hierfür ein Theaterpädagoge eingesetzt. Zu dieser Nachwuchsgewinnung zählen ferner auch die regelmäßig stattfindenden Familienkonzerte, bei denen in einem lockeren Rahmen ausgesuchte Klassik für Kinder aufgeführt wird.
Zu den weiteren Maßnahmen zur Öffentlichkeitsarbeit gehört ferner der jährliche Theatertag zur Spielzeiteröffnung, auf dem ganztägig bis in die Nacht Ausschnitte aus dem geplanten Programm dargeboten werden, sowie die Teilnahme des Sinfonieorchesters Aachen mit seinem Programm Pferd und Sinfonie im Rahmen des CHIO Aachen und die dreitägige Freiluftveranstaltung Kurpark Classix im Kurpark Aachen als Sommerhöhepunkt.
Organisatorisch und mit Spenden wird das Theater Aachen von zahlreichen Partnern aus dem öffentlichen, gewerblichen und privaten Bereich unterstützt. Darüber hinaus fördert seit mittlerweile mehr als 90 Jahren die 1924 gegründete Gesellschaft der Musik- und Theaterfreunde zu Aachen e. V. das Musikleben in Aachen und ermöglicht seit fast 10 Jahren speziell die Kammerkonzerte des Sinfonieorchesters Aachen.

## Künstlerische Leitung

### Von der Stadt eingesetzte private Direktoren (bis 1920)
- 1825–1828 Friedrich Sebald Ringelhardt
- 1828 Heinrich Eduard Bethmann
- 1828–1829 Joseph August Röckel
- 1829–1830 Karl Fischer
- 1830–1831 Wilhelm Telle
- 1831–1832 kommissarische Leitung durch eine Aktiengesellschaft unter Führung von James Cockerill
- 1832–1835 Julius Mühling
- 1835–1840 G. Köckert
- 1840–1842 Karl Gottlieb Hehl
- 1842–1845 Ludwig Schäfer
- 1845–1846 Joseph Eschborn
- 1846–1848 Gerlach
- 1848–1849 Gustav August Brauer
- 1849–1850 Wilhelm Löwe
- 1851 Adam Würth
- 1852–1855 Theodor L’Arronge
- 1855–1859 Michael Greiner
- 1859–1861 Georg J. Meisinger
- 1861–1862 Michael Greiner
- 1862–1864 Auguste Greiner
- 1864–1865 Moritz Ernst
- 1865–1869 Julius Witt
- 1869–1875 Josef Hochheimer
- 1875–1878 Ludwig Ubrich
- 1878–1881 William Grundner
- 1881–1883 Alfred R. Ritz
- 1883–1886 Moritz Ernst
- 1886–1889 Hans Julius Rahn
- 1889–1896 Moritz Ernst
- 1896–1904 Paul Schroetter
- 1904–1919 Heinrich Adolphi
- 1919–1920 Fritz Adolphi

### Intendanz (ab 1920) / Generalintendanz (ab 1950)
- 1920–1921 Anton Ludwig (kommissarisch)
- 1921–1924 Francesco Sioli
- 1924–1928 Otto Maurenbrecher
- 1928–1933 Heinrich Karl Strohm
- 1933–1934 Francesco Sioli
- 1934–1939 Edgar Groß
- 1939–1944 Otto Kirchner
- 1945–1946 Kurt Sieder
- 1946–1949 Kurt Arndt
- 1949–1950 Otto Kirchner
- 1950–1968 Paul Mundorf
- 1968–1981 Peter Maßmann
- 1981–1983 Manfred Mützel
- 1984–1992 Klaus Schultz
- 1992–1999 Elmar Ottenthal
- 2000–2005 Paul Esterházy
- 2005–2023 Michael Schmitz-Aufterbeck
- seit 2023 Elena Tzavara

### Generalmusikdirektoren
- 1920–1935 Peter Raabe
- 1935–1942 Herbert von Karajan
- 1942–1944 Paul van Kempen
- 1946–1953 Felix Raabe
- 1953–1958 Wolfgang Sawallisch
- 1958–1962 Hans Walter Kämpfel
- 1962–1974 Wolfgang Trommer
- 1974–1983 Gabriel Chmura
- 1983–1984 Jean-François Monnard (musikalischer Oberleiter)
- 1984–1990 Yoram David
- 1990–1992 Bruce Ferden
- 1992–1993 Stefan Lano (musikalischer Oberleiter)
- 1993–1996 Yukio Kitahara
- 1996–1997 Elio Boncompagni (musikalischer Oberleiter)
- 1997–2002 Elio Boncompagni
- 2002–2012 Marcus R. Bosch
- 2012–2017 Kazem Abdullah
- August 2017 – 31. Juli 2018 Justus Thorau (interimistisch)
- ab 1. August 2018 Christopher Ward